# Trincomalee

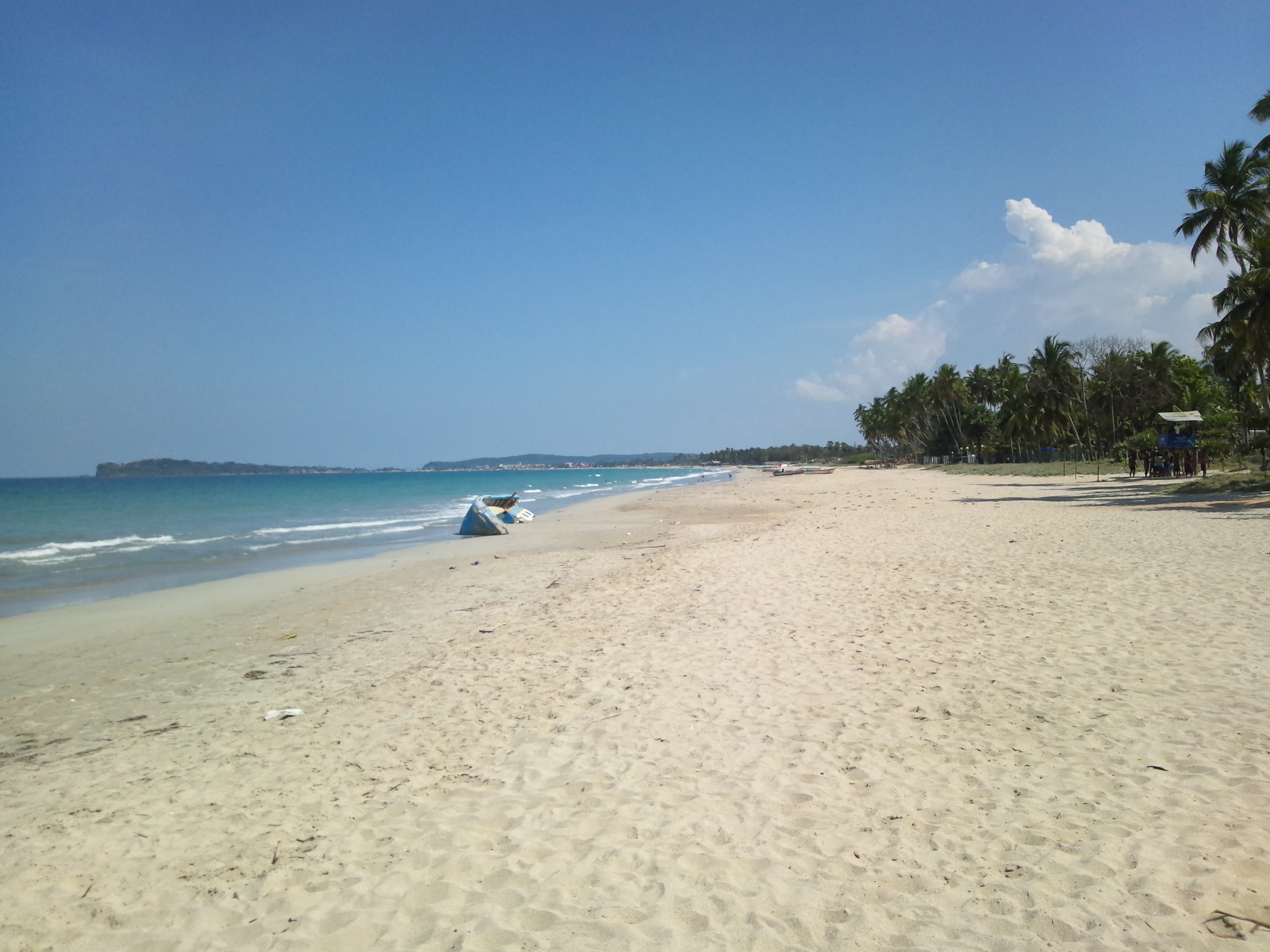
Playa Uppveli

Trincomalee (en tamil, திருகோணமலை) es una ciudad de Sri Lanka situada en el distrito homónimo, en la provincia Oriental. Tiene una población estimada, en 2019, de 54 752 habitantes.